# Naomi Russell (attrice pornografica)
Naomi Russell, pseudonimo di Naomi Devosh Dechter (Los Angeles, 25 settembre 1983), è un'ex attrice pornografica statunitense.

## Biografia
Di famiglia ebraica tradizionalista, ha intrapreso la carriera di attrice pornografica nel 2005. Grazie alle misure abbondanti delle sue natiche è stata soprannominata Booty Naomi. 
Ha terminato la sua carriera nel cinema per adulti durante il 2012.

## Riconoscimenti
AVN Awards
- 2007 - Best New Starlet[3]
- 2007 - Best POV Sex Scene with Tommy Gunn – Film per Jack's POV # 2 con Tommy Gunn[3]

## Filmografia
- 10 Man Cum Slam 14 (2005)
- Assault That Ass 8 (2005)
- Barefoot Maniacs 2 (2005)
- Big Booty White Girls 3 (2005)
- Big Bubble Butt Cheerleaders 2 (2005)
- Big Butt Smashdown 5 (2005)
- Big Cocks In Her Little Box 1 (2005)
- Big Mouthfuls 8 (2005)
- Big Wet Asses 7 (2005)
- Big White Wet Butts 4 (2005)
- Black Dicks in White Chicks 12 (2005)
- Bomb Ass White Booty 4 (2005)
- Chica Boom 34 (2005)
- Cock Smokers 53 (2005)
- Craving Big Cocks 9 (2005)
- Cum Catchers 3 (2005)
- Cunt Gushers 1 (2005)
- Erotica XXX 10 (2005)
- Face Fucked 2 (2005)
- Fine Ass Bitches 2 (2005)
- Fresh out the Box 1 (2005)
- Hot Bods And Tail Pipe 30 (2005)
- House Pets (2005)
- Housewives Gone Black 3 (2005)
- I Was Tight Yesterday 4 (2005)
- Lethal Latinas 3 (2005)
- Mr. Pete Is Unleashed 7 (2005)
- Reality Teens Gone Crazy 4 (2005)
- Sex Fiends 3 (2005)
- She Got Ass 9 (2005)
- Ten Little Piggies 7 (2005)
- Women Seeking Women 19 (2005)
- 12 Nasty Girls Masturbating 5 (2006)
- America's Next Top Porn Model (2006)
- Angel Perverse 3 (2006)
- Angel Perverse 4 (2006)
- Angels of Debauchery 5 (2006)
- Aphrodisiac (2006)
- Are You a Buttman (2006)
- Ass 2 Mouth 4 (2006)
- Ass Addiction 1 (2006)
- Ass Cleavage 7 (2006)
- Ass For Days 1 (2006)
- Ass Fucked 6 (2006)
- Ass Masterpiece 2 (2006)
- Ass Parade 5 (2006)
- Ass Worship 9 (2006)
- Asswhole 3 (2006)
- Ball Honeys 2 (2006)
- Barefoot Confidential 40 (2006)
- Belladonna: Manhandled 1 (2006)
- Big Ass POV (2006)
- Big Booty White Girls 4 (2006)
- Big Bottoms Up 1 (2006)
- Big Bubble Butt Anal Sluts 1 (2006)
- Big Bubble Butt Cheerleaders 4 (2006)
- Big Butt All Stars: Naomi (2006)
- Big Mouthfuls 11 (2006)
- Big Phat Wet Ass Orgy 2 (2006)
- Big Young Buns POV (2006)
- Black and White (2006)
- Black Bros and White Ho's 3 (2006)
- Black Cock Addiction 1 (2006)
- Black Inside (2006)
- Blown Away 2: I Can't Wait to Suck Your Cock (2006)
- Bodacious Booty 1 (2006)
- Booty Quake 1 (2006)
- Bring Back the Pussy (2006)
- Britney Rears 3: Britney Gets Shafted (2006)
- Bubble Asscious (2006)
- Bubble Butt Bonanza 1 (2006)
- Bubble Butt Bonanza 6 (2006)
- Bubble Butts Galore 1 (2006)
- Butt Blassted 4 (2006)
- Butt Junkies 1 (2006)
- Butt Licking Anal Whores 2 (2006)
- Butt Licking Anal Whores 3 (2006)
- Butts 'N' Sluts (2006)
- Chicks Gone Wild 2 (2006)
- Cock Starved 3 (2006)
- College Invasion 10 (2006)
- Colors (2006)
- Control 3 (2006)
- Coochie Cuttas (2006)
- Crack Addict 5 (2006)
- Crack Her Jack 5 (2006)
- Creamy on the Inside (2006)
- Cuckold Fantasies 5 (2006)
- Cum Buckets 5 (2006)
- Cum Drinkers 1 (2006)
- Deeper 3 (2006)
- Destination Dirtpipe 1 (2006)
- Deviant Behavior (2006)
- Dicks and Dildos (2006)
- Dirt Pipe Milkshakes 1 (2006)
- Elastic Assholes 4 (2006)
- Euro Domination 9 (2006)
- Evilution 1 (2006)
- Filth And Fury 1 (2006)
- Filthy 1 (2006)
- Fishnets 5 (2006)
- Fuck Dolls 7 (2006)
- Gang Bang 5 (2006)
- Gangbang Auditions 21 (2006)
- Good Whores Take It in the Ass 2 (2006)
- Graigslist (2006)
- Great Big Asses 2 (2006)
- Hand to Mouth 4 (2006)
- Hellcats 10 (2006)
- Home Schooled 4 (2006)
- I Like It Black and Deep in My Ass 6 (2006)
- I Love Naomi (2006)
- Incumming 10 (2006)
- Inseminated By 2 Black Men 9 (2006)
- Interracial (2006)
- Interracial Hole Stretchers 4 (2006)
- Interracial Lust 4 (2006)
- Intimate Invitation 1 (2006)
- Intimate Invitation 4 (2006)
- It's a Daddy Thing 1 (2006)
- It's a Daddy Thing 2 (2006)
- It's Not You (2006)
- Jack's Big Ass Show 2 (2006)
- Jack's Big Ass Show 4 (2006)
- Jack's POV 2 (2006)
- Jam It All the Way Up My Ass 3 (2006)
- Jizz Junkies (2006)
- Kick Ass Chicks 34: Big White Butts (2006)
- King Dong 2 (2006)
- Land of the Amazons (2006)
- Let Me Breathe (2006)
- Lick Me Stick Me 3 (2006)
- Liquid Ass-sets 2 (2006)
- Lord of Asses 7 (2006)
- Make Love To My Ass (2006)
- Many Shades of Mayhem 3 (2006)
- Meat My Ass 2 (2006)
- Mope Squad 1 (2006)
- Mouth 2 Mouth 5 (2006)
- My Wife's Friends 2 (2006)
- Naomi: There's Only One (2006)
- Nasty Dirty Girlz (2006)
- Oral Supremacy (2006)
- Overflowing Assholes 2 (2006)
- Porn Fidelity 6 (2006)
- POV: For Your Eyes Only (2006)
- Pretty Pussies Please 2 (2006)
- Puff Puff Give (2006)
- Pure Sextacy 1 (2006)
- Pussy Party 17 (2006)
- Pussy Party 19 (2006)
- Pussy Worship 2 (2006)
- Racial Tension 1 (2006)
- Rock Hard 5 (2006)
- Sex Slaves 1 (2006)
- Sexual Freak 3: Shay Jordan (2006)
- Sick Girls Need Sick Boys 2 (2006)
- Sperm Receptacles 2 (2006)
- Swallow My Squirt 4 (2006)
- Teagan's Juice (2006)
- This Butt's 4 U 1 (2006)
- Throb 1 (2006)
- Training Academy 1 (2006)
- Ultimate Asses 6 (2006)
- Vamps (2006)
- Visitor (2006)
- WCP Ass Magazine (2006)
- Wet (2006)
- White Butts Drippin' Chocolate Nuts 6 (2006)
- White Crack 4 the Big Black (2006)
- Young As They Cum 19 (2006)
- Your Ass is Mine 2 (2006)
- 3 Blowin Me 1 (2007)
- Anal Addicts 29 (2007)
- Anal Hell 1 (2007)
- Apple Bottomz 3 (2007)
- Apprentass 7 (2007)
- Asspocalypto (2007)
- ATM City 3 (2007)
- Before They Were Stars 1 (2007)
- Belladonna's Fucking Girls 4 (2007)
- Blow It Out Your Ass 1 (2007)
- Bottom Drawer (2007)
- Bring Your A Game 3 (2007)
- Bubble Butts Galore 6 (2007)
- Chunky Butts (2007)
- Deeper 8 (2007)
- Evil Anal 2 (2007)
- Fantasstic Whores 3 (2007)
- Fantasy All Stars 4 (2007)
- Female Gardener (2007)
- Fetish Dolls (2007)
- Filth And Fury 3 (2007)
- Flesh Fantasy (2007)
- Fuck Me: Naomi (2007)
- Fucked on Sight 1 (2007)
- Gluteus Maximass 1 (2007)
- Hannah: Erotique (2007)
- Hellfire Sex 10 (2007)
- Hit Me with Your Black Cock (2007)
- Hot Ass 1 (2007)
- I Got 5 on It 2 (2007)
- Intimate Invitation 7 (2007)
- It's a Mommy Thing 1 (2007)
- It's Huge 6 (2007)
- It's Too Big 1 (2007)
- Jesse's Juice (2007)
- Keep 'Em Cummin' 2 (2007)
- Kick Ass Chicks 46: Cornfed Cuties (2007)
- Killer Klub Girlz (2007)
- Mademoiselle (2007)
- Masturbation Mayhem 1 (2007)
- Nautica Thorn: All Access (2007)
- Neighbors (2007)
- Pump My Ass Full Of Cum 1 (2007)
- Round Mound Of Ass 1 (2007)
- Rub My Muff 13 (2007)
- Sex To Die For (2007)
- Sexual Freak 5: Hannah Harper (2007)
- Slick (2007)
- Sodom 3 (2007)
- Starlet Hardcore 1 (2007)
- Stiletto (2007)
- Young Harlots: The Governess (2007)
- 40 Inch Plus 5 (2008)
- Assassin 5 (2008)
- Battle of the Sluts 1: Jenna Haze vs Naomi (2008)
- Blowjob Ninjas 5 (2008)
- Defend Our Porn (2008)
- Gag on This 26 (2008)
- It's a Secretary Thing 1 (2008)
- It's Too Big 2 (2008)
- Kick Ass Chicks 53 (2008)
- Kick Ass Chicks 55: Super Blowbangs (2008)
- MILF Next Door 4 (II) (2008)
- Poke Me Big Daddy 1 (2008)
- Porn Week: Los Angeles Vacation (2008)
- She Likes a Fist in Her Wet Ass (2008)
- Squirt-Stravaganza (2008)
- Truly Nice Ass 8 (2008)
- Young MILF Titties (2008)
- Best of Incumming (2009)
- Big Wet Asses 15 (2009)
- Cream Girls (2009)
- Perverted POV 11 (2009)
- Pussy Play 4 (2009)
- Virgin Cheerleaders (2009)
- All-Star Overdose (2010)
- Big Assed White Chicks 1 (2010)
- Crack That Ass (2010)
- I Love Anal (2010)
- Notorious S.L.U.T. (2010)
- What's Up Your Ass (2010)
- Butt Bang Bitches 3 (2011)
- Cumming Together (2011)
- Double Anal Pounding (2011)
- Interracial Assault (2011)
- Sasha Grey and Friends 1 (2011)
- White College Girls Wit Ass (2011)
- Big Pussy Solo Masturbation: Specialty Edition (2012)
- Bobbi Starr Is Shit Faced (2012)
- Booty Bombs (2012)
- Dirty White Pussys (2012)
- Gang Affiliated (2012)
- Next Level Platinum Orgies (2012)
- OMG White Booty (2012)
- Cum Inside Her (2013)
- Girls of Bang Bros 24: Britney Amber (2013)
- Interracial Coeds (2013)
- Manhandled 2 (2013)
- Throat Fuckers (2013)
- MILTF Roadside (2014)